# Burg
|  | Aquest article tracta sobre un terme que designa una ciutat. Vegeu-ne altres significats a «Burg (desambiguació)». |

Burg és una paraula masculina d'origen germànic. És un sinònim parcial de l'urbs o del castra en llatí, de la briga o del dun celta, del grad rus o d'una fortificació. A l'edat mitjana podia designar un castell feudal, una població amb muralles o una ciutat fortificada. Sobretot, però, feia referència als ravals de les ciutats.
Els topònims Neuburg, Borgonuovo, Neubourg, Bourgneuf, Neufchâteau, Neufchâteau, Neuchâtel, Neuville, Châteauneuf, Castelnau, Castellnou, Villeneuve, Castelnuovo tenen el significat de castell o de burg nou, de població creada de bell nou. Una sèrie semblant pot fer-se amb Oudenburg, Oldenburg, Castellvell, Castèthvièlh, Castelvecchio per a castell vell.

Trobem l'arrel burg en molts altres topònims: Burgos, Luxemburg, Sant Petersburg, Hamburg, Lauenburg, Middelburg… i a les paraules burgès (habitant d'una ciutat) i burgmestre, primer magistrat municipal en algunes ciutats germàniques. 